# 茅ヶ崎館
茅ヶ崎館（ちがさきかん）は、神奈川県茅ヶ崎市にある日本旅館。

## 概要
創業は1899年（明治32年）。茅ヶ崎の別荘地・保養地としての歩みを具体的に示す存在であり、湘南にかつては多く存在した海浜旅館としての様相を良く残す。小津安二郎監督、新藤兼人監督ら松竹の黄金期を支えた監督や脚本家の定宿としても知られ、現在も映画人の利用が多い。旅館としての宿泊・予約制の飲食サービスほか、映画上映会やコンサート、かるた会などのイベントも行っている。

## 歴史

### 創業から関東大震災まで
- 1899年6月24日：愛知県稲沢出身の森信次郎によって創業[3]。三菱汽船、後に日本郵船の御用船機関長であった森信次郎は、船から茅ヶ崎の海浜を見初め、海水浴旅館（茅ヶ崎館）を開業。
- 1902年：欧州巡業から帰国した川上音二郎・川上貞奴夫婦が日本初の洋劇、ウィリアム・シェイクスピア作「オセロー」の稽古を行う[4]。江見水蔭がその様子を『霙』という小説にし、雑誌『太陽』で明治36年12月に発表された[5]。
- 二代目信行は、1920年代に茅ヶ崎で最初に自動車に乗ったモダンボーイとして知られる[6]。また、同館で保管されている木製のサーフボードでサーフィンを楽しんでいた。
- 大正12年9月1日の関東大震災でほとんどの建物が壊れる。明治時代からの唐傘天井風呂のみ現存している。大正14年再建し、現在の敷地となる[6]。

### 震災後から現代まで
- 1914年：横浜貿易新報社が「県下避暑十二勝新撰」を発表した際、茅ヶ崎海岸が10位に入った。その祝賀イベントが海岸で行われた時、茅ヶ崎館が花火の打ち上げ費用を寄付した[7][8]。
- 1937年：小津安二郎が初めて宿泊する[9]小津監督は滞在中、部屋を訪れた来客に自ら酒の肴を料理してもてなしていた。なかでも煮詰まったすき焼きにカレー粉を加えた「カレーすき焼き」は最上級のサービスであった。今も二番の部屋の天井は小津が部屋で煮炊きをしていた頃の煤をそのまま伝えている[10][11]。ちなみに「カレーすき焼き」は現在も茅ヶ崎館の名物料理として提供されている[12][13]。
- 1941年：夏から小津が茅ヶ崎館で『父ありき』の仕事を本格的に開始。
- 1996年：石坂昌三氏が『小津安二郎と茅ヶ崎館』[14]を著す。
- 2000年前後には、森﨑東監督が仕事場として「二番」を利用している。
- 2003年の小津安二郎生誕100年のイベント時には茅ヶ崎館の見学に2日間で2000人、別会場で行った上映会には2800人が訪れた[15]。
- 井筒和幸監督、是枝裕和監督、映像ディレクター正岡裕之氏らから「この場所は本が書ける」と評価されている。
- 庭園や広間で、テミヤン ・ケオラビーマー・南佳孝 ・大城美佐子・吉川久子・マリエリカがコンサートを行った。
- 2005年6月に 平塚のフレンチレストラン、メゾンド・アッシュ×エム（現H×M）とのコラボレーションで国産ワイン決起集会ディナーを行った。同店オーナーの相山洋明氏は湘南地区でレストラン経営、パーティープロデュース、ケータリング・デリバリー事業などを行っている。
- 現在の当主である五代目の森浩章氏は茅ヶ崎映画祭 実行委員長を歴任。湘南邸園文化祭連絡協議会の副会長として地元文化の継承にも努めている[16]。
- 2006年：映画『ハチミツとクローバー』のロケ地として使用される。以後、国内外の映画ロケ地として様々な作品に登場。（「#ロケ地としての利用」の項目を参照）
- 2007年：是枝裕和監督、西川美和監督が脚本の執筆をはじめる[17]。
- 2009年：明治時代の数寄屋風デザインの浴室棟、大正時代の四十八畳の大広間を持つ広間棟、高床式に建築された中二階棟・長屋棟が国の登録有形文化財に、茅ヶ崎市内で1番目の登録[18][19]。
- 西川美和監督が2014年発行の月刊ジェイ・ノベル7月号で茅ヶ崎館での執筆についてエッセイを寄せている。同エッセイは『映画にまつわるXについて 2』に収録された[20]。
- 2011年8月、東日本大震災の余波で夏のイベントの自粛が続く中、夏祭りを楽しみたい子供たちのために、「千波屋納涼会」を実施。来場者は1000人以上にもなった[21]。
- 2013年に行われた第2回茅ヶ崎映画祭にて是枝裕和監督『誰も知らない』を上映。上映後に行われたトークショーは、監督が『そして、父になる』でカンヌ映画祭の審査員賞受賞後、帰国後初であった[22]。同年に出版された是枝裕和監督のエッセイ『歩くような速さで』にも茅ヶ崎館の記述がある[23]。
- 2016年5月Suchmos 『MINT』のミュージックビデオの撮影が行われた。同作品は年間の優れたミュージックビデオを表彰する音楽アワード「MTV VMAJ 2016」において、最優秀邦楽新人アーティストビデオ賞/Best New Artist Video -Japan-を受賞[24]。なお、茅ヶ崎館で撮影されたシーンは、①庭のベンチでヨンスが寝ながら歌う、②茅ヶ崎館の裏木戸から海に真っ直ぐに歩く、③ラウンジで本を読む、の三箇所。
- 2018年10月13日（土）NHK総合で放映された「ブラタモリ」で木製のサーフボードとそれにまつわるエピソードを紹介。以前、庭でベンチとして使われていた様子が再現されている[25]。
- 樹木希林の遺作となった「命みじかし、恋せよ乙女」は2018年7月、茅ヶ崎館で撮影された。樹木が亡くなる2ヶ月前である。樹木は、出演作を吟味する中で、小津監督の映画撮影時に杉村春子の付き人として訪れたこの宿の女将役を「もう一度茅ヶ崎館に行ってみたい」と引き受けた[26][27]。

## 施設
- 客室数：和室4室
- 合計収容人数：最大12人
- 浴場：明治時代の唐傘天井風呂と大正時代からの檜風呂。関東大震災では大きな被害を受けたが、わずか2年で再建され、今も当時の趣を残したまま営業を続けている[28]。
- 広間（48畳）
- 無料駐車場10台

### 二番の部屋

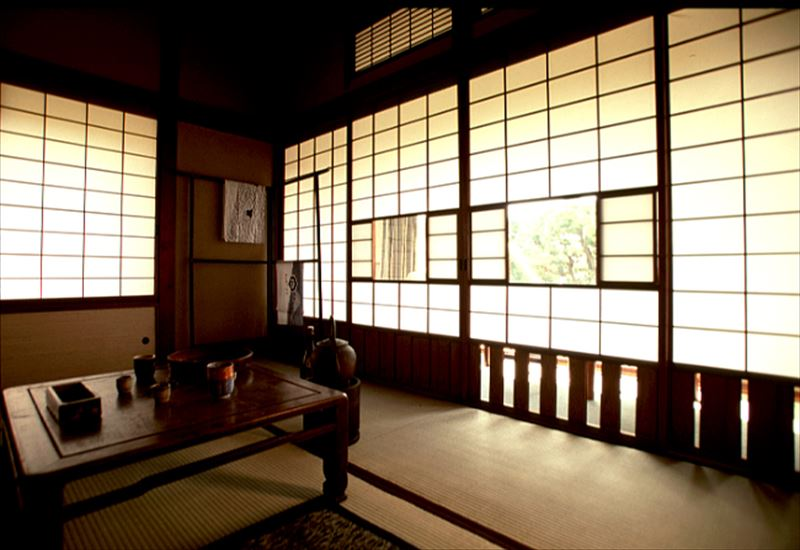
二番の部屋

小津安二郎が昭和21年から10年間にわたって毎年逗留し、年間100日以上、多い年で200日近くも滞在した。『父ありき』『長屋紳士録』『風の中の牝雞』『晩春』『宗方姉妹』『麦秋』『お茶漬の味』 『東京物語』『早春』など数々の作品の脚本を仲間の柳井隆雄、池田忠雄、野田高梧らと共に執筆した。渡り廊下を過ぎた突き当たりにある、海寄りの日当たりのいい8畳間で、現在も窓枠はサッシになったものの、ほとんど手は加えられていない。

## ロケ地としての利用
- ハチミツとクローバー - 美大を舞台にして男女の片想いを描く恋愛漫画の実写化。劇中、森田が掛け軸を破り、醤油で龍を描くシーンは、三番の部屋で撮影された。実際の部屋にはガラス張りで大岡越前の掛け軸が飾ってある。（2006年）
- 海の上の君は、いつも笑顔。 - 海に流した兄の形見であるサーフボードを探す女子高生の成長物語。日本最古（1920年代製）のサーフボードが置いてある老舗旅館として登場。なおそのサーフボードは約50年間庭でベンチとして使用されていたが、2005年に来館したプロサーファーとサーフボード製作者によって“発見”された[31]。（2008年）
- 3泊4日、5時の鐘 - 三澤拓哉監督 湘南・茅ヶ崎に集まった男女７人の恋模様をアイロニーたっぷりに描いた青春群像劇。館内で全面的な撮影がされた作品[32]。（2014年）
- ヴァンパイアナイト - 中世ヨーロッパから脈々と繁栄を続け、いつしか日本に上陸した吸血鬼とヴァンパイアハンターとの戦いを描く。泉質が万病に効くと言われる山奥の温泉旅館として登場[33]。(2016年)
- 77回、彼氏をゆるす - ハーマン・ヤウ監督による香港映画。第12回大阪アジアン映画祭で上映された。小津安二郎ファンの主人公は茅ヶ崎館に宿泊するために訪日する。[34]。(2016年)
- ちはやふる 結び- 競技かるたに没頭する高校生の青春を描いた作品[35]。東大かるた部の部室として広間とラウンジが登場。（2018年）
- 愛漫遊 - チャーリー・チョイ監督による香港映画。失恋したアラサー女性ブロガーが日本に「遊学」。逗留した旅館の奇妙な住人らとのふれあいによって心の傷が癒えて行くというストーリー。旅館「山田館」として登場。2018年、第10回沖縄国際映画祭にてワールドプレミア[36]。
- 命みじかし、 恋せよ乙女 - ドリス・デリエ監督によるドイツ映画。樹木希林が茅ヶ崎館の女将を演じている。これが彼女の57年に及ぶ役者人生の最後の撮影となった。2019年3月公開[26][27]。
- ジェーンとシャルロット - シャルロット・ゲンズブール監督によるフランス映画。母ジェーン・バーキンにインタビューを行うシーンに「二番のお部屋」が登場。[37]。

## 所在地
神奈川県茅ヶ崎市中海岸3-8-5

## アクセス
- 車で新湘南バイパス【茅ヶ崎海岸IC】より10分
- 電車で東海道線【茅ケ崎駅】下車 南口
- 茅ケ崎駅より徒歩20分 ／ タクシーワンメーター ／
- バス コミュニティーバス（えぼし号）サザン通り中央 ➆ バス停下車 徒歩3分